# Castrojimeno
Castrojimeno is een gemeente in de Spaanse provincie Segovia in de regio Castilië en León met een oppervlakte van 18,32 km². Castrojimeno telt 37 inwoners (1 januari 2016).

## Demografische ontwikkeling
Bron: INE, 1857-2011: volkstellingen